# Valentina Zago
Valentina Zago (ur. 21 lutego 1990 w Stra) – włoska siatkarka, reprezentantka kraju grająca na pozycji atakującej.

## Sukcesy klubowe
Puchar Francji:
- 2015

Liga francuska:
- 2015

## Sukcesy reprezentacyjne
Mistrzostwa Europy Kadetek:
- 2007